# Opsiphanes nicandrus
Opsiphanes nicandrus är en fjärilsart som beskrevs av Hans Fruhstorfer 1912. Opsiphanes nicandrus ingår i släktet Opsiphanes och familjen praktfjärilar. Inga underarter finns listade i Catalogue of Life.